# 라우라 플로레스
라우라 플로레스(Laura Flores, 1963년 8월 23일 ~ )는 멕시코의 배우, 가수, 사회자이다.